# 1997 EW45
1997 EW45 är en asteroid i huvudbältet som upptäcktes den 9 mars 1997 av Beijing Schmidt CCD Asteroid Program vid Xinglong-observatoriet.
Asteroiden har en diameter på ungefär 3 kilometer.